# 克莱尔·科尔威尔
克莱尔·科尔威尔（英語：Claire Colwill，2003年9月19日—），澳大利亚女子曲棍球运动员，场上位置是前锋。她曾代表澳大利亚国家队参加2022年英联邦运动会曲棍球比赛，获得一枚银牌。